# Доматен сос
Доматен сос е общото название на много голям брой сосове, основата на които са доматите, които принципно са част от ястие (по-скоро, отколкото като подправка).
Най-популярните доматени сосове са тези които се използват при приготвянето на тестени ястия от италианската кухня (спагети, макарони, пица), но и са това, което обединява зеленчуци или месо и зеленчуци в едно ястие.

## История
Най-разпространеният доматен сос е кетчупът, който е станал неотменна част от ежедневното меню, най-вече заради огромния дял на веригите ресторанти за бързо хранене и неговото използване в сандвичите.
Доматите са с богат аромат, ниско съдържание на течност, много мека месеста част, която се обработва лесно, и лесно се сгъстява в сос (без да се налага да се използват сгъстители). Всички тези качества правят доматите идеални за прости и вкусни сосове. Най-простият доматен сос се състои само от нарязани на ситно домати (на които по желание ципата и семената са отстранени), задушени в малко зехтин (или олио) и пасирани, подправени със сол и малко захар (за потискане на киселия вкус).
Вода (или друга, по-ароматна течност като бульон или вино) често се добавят към този вид сосове, за да го предпазят от прекомерно сгъстяване. Кромид лук и чесън са почти винаги част от тези сосове, като се обработват термично винаги преди да се започне обработката на доматите. Други съставни части на такъв сос са подправките, които обикновено включват босилек, риган, магданоз, а е възможно да бъдат добавени и някои пикантни видове червен пипер и черен пипер. Смляно или нарязано месо (кайма) също е често добавяно в такива сосове (например при приготвяне на спагети).

## Видове сосове

### Сос „Tomate“
Сос „Tomate“ е класически френски сос, който е създаден от Огюст Ескофиер, в който влизат следните съставки: масло, сол, свинско месо, брашно, моркови, кромид лук, дафинов лист, мащерка, доматено пюре или пресни домати, бульон, чесън, сол, захар и черен пипер.

### Италиански сосове
Неправилно е схващаненето, че доматите са на централно място в италианската кухня, още откакто са пренесени от Америка. Въпреки че доматът е пренесен от испанците, документи на Европейските ботаници от XVI век, доказват, че доматеният сос започва да се използва сравнително късно в италианската кухня. Антонио Латини, който е главен готвач на испанския вицекрал на Неапол, започва първи да приготвя доматен сос „spagnuola“, тоест „в испански стил“.
Има италиански видове доматен сос, които не са толкова популярни и включват такива комбинации като тези в соса за спагети „Puttanesca“, в състава на който влизат аншоа, каперси, чесън, лют червен пипер и черни маслини. Най-популярен е сосът „Болонезе“, който включва предимно мляно месо, подправки и лук, а съдържа сравнително умерено количество домати.

### Мексикански доматени сосове
Доматеният сос е използван като подправка в древността от ацтеките храна. За първи път относно готов доматен сос, продаван на пазара на Теночтитлан (днес Мексико Сити), пише Бернардино де Саагун. След това испанците налагат кулинарната употреба на доматите в Европа.
Основни мексикански доматени сосове са: Червен доматен сос (Salsa De tomate Rojo jitomate о) и Зелен доматен сос („Salsa De tomate verde“). Мексиканските доматени сосове са много пикантни, в тях се използват много подправки и често са люти.

### Български доматени сосове
В българската национална кухня най-популярният вид доматен сос е националното ястие - лютеница, който е смес от почти еднакви части домати и чушки. Друга традиционна българска разновидност на лютеницата е пикантният, но малко по-рядък сос „Апетитка“, в състава на който има цели люти чушлета.
През годините лютеницата почти не се е променила. За приготвянето ѝ се използват смлени – домати, печени чушки, патладжан, кромид лук, моркови, чесън, черен пипер, сол, захар, растително масло, оцет и др. Някоя от съставките може да не се използва в различните видове лютеница, но това са основните продукти при приготвянето ѝ.
Така приготвената в домашни условия консервирана лютеница може да се съхранява дълго време. Лютеницата се произвежда и в индустриални условия, като обикновено е значително по-ситно смляна (има и едро смляна), при приготвянето ѝ се използват пиперково и доматено пюре и се използват други подправки (например чесън на прах, къри и др.).
За някои традиционни български ястия се приготвя специален доматен сос (за кебапи, кюфтета със сос и др.), в който се добавя брашно за сгъстяване, след което месото или кюфтетата се варят със соса, за да се овкусят.
Друг много популярен доматен сос е този за печени чушки с доматен сос. Това национално ястие представлява изпечени или изпържени чушки, които се заливат с доматен сос, приготвен от смлени домати, едро нарязан кромид лук, чесън, магданоз, босилек, с добавена сол и малко захар.

### Доматения сос в Съединените щати
В по-голямата част от САЩ, „доматен сос“ се отнася за доматено пюре със сол и малки количества подправки, продавани в консерви. Този продукт се счита за не напълно готов, затова се нуждае от допълнителна кулинарна обработка. Затова той се използва като база за почти всяка храна, която не се нуждае от доматен вкус, включително и версии на много от доматените сосове, описани на тази страница.
Сос „Маринара“ е американско-италиански термин за прост доматен сос с билки, предимно магданоз и босилек, противно на своето име (което е името за италиански морски сос), без аншоа, риба или морски дарове. В други страни „Маринара“ се сосове с морски дарове в доматения сос.